# 제국사법실

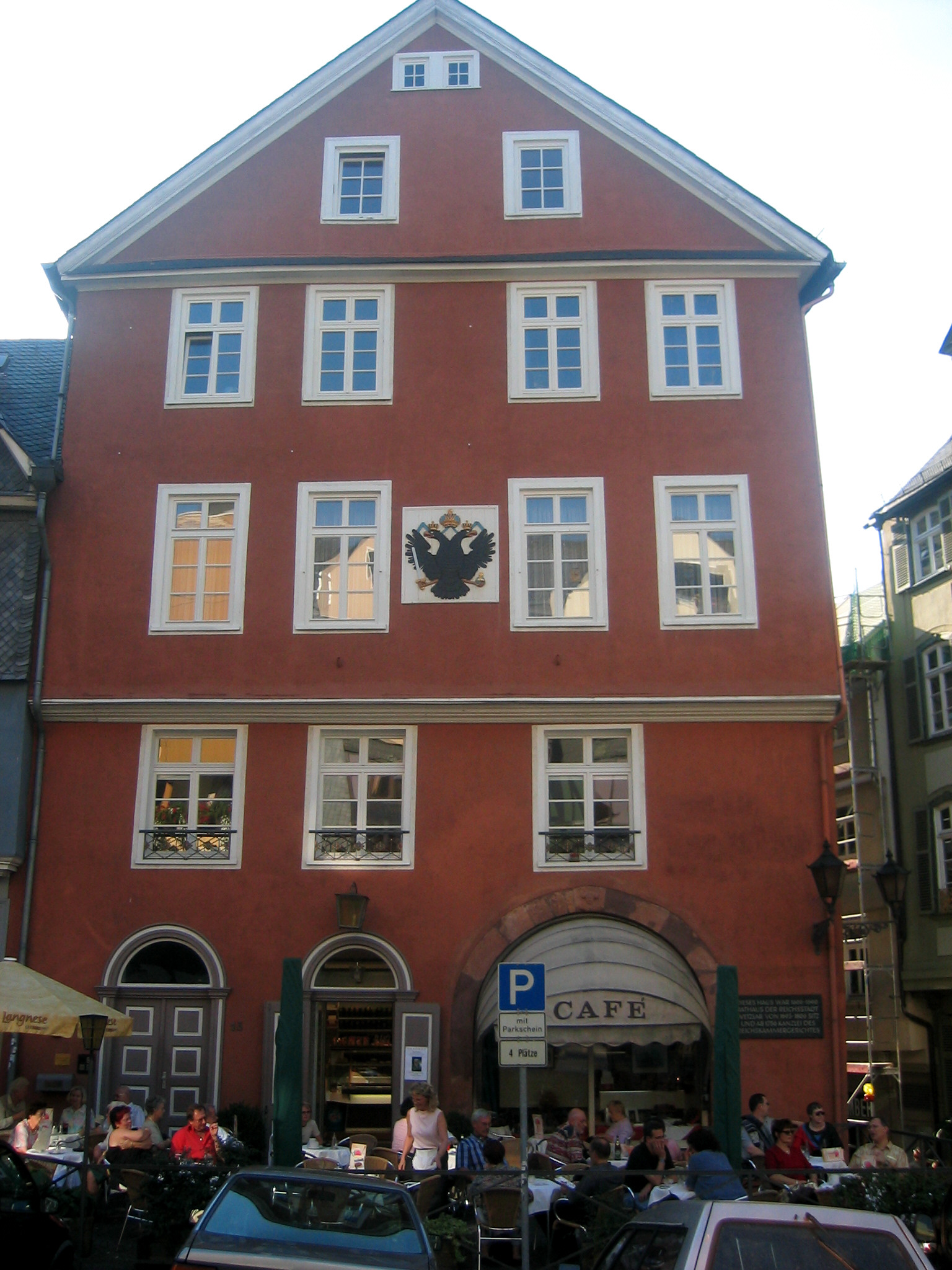
독일 베츨라어의 제국사법실 건물.

제국사법실(독일어: Reichskammergericht 라이히스카머게리흐트[ˈʁaɪçs.kamɐɡəˌʁɪçt][*], 영어: Imperial Chamber Court)은 신성로마제국의 두 개의 최고 사법기구 중 하나다. 다른 하나는 빈에 소재한 제국추밀원이었다. 1495년 보름스에서 소집된 제국의회에서 그 설치가 결정되었다.
제국사법실은 평결을 내리기까지 시간이 끔찍하게 오래 걸리기로 악명이 높았다. 영방국가들 간에 벌어진 쟁송의 경우 해결에 수백 년이 걸리기도 했다.